# Sambú (rzeka)
Sambú – rzeka w Panamie w comarce Emberá-Wounaan.
Źródła rzeki znajdują się  na terenie Parku Narodowego Darién. Płynie w kierunku północno-zachodnim. Przepływa przez miejscowość Jingurudó, gdzie uchodzi do niej rzeka o tej samej nazwie. Następnie w pobliżu Boca de Trampa uchodzi do niej rzeka Venado. Uchodzi do Sábalo w pobliżu Sambú i Puerto Indio.
Gwałtowne wzbieranie rzeki po opadach podmywa skarpę, na której położone jest Sambú.